# Pierre-Hubert-Zaccharie Portemer
Pierre-Hubert-Zaccharie Portemer, dit « Portemer père », né le 30 mai 1801 et mort le 6 mars 1878 à Gentilly, est un rosiériste français.

## Biographie
Portemer fonde son entreprise en 1830 à Gentilly. Il demeure actif jusqu'en 1861, date à laquelle il la cède à son fils, Pierre Portemer fils. Il est à l'origine d'une quarantaine d'obtentions, notamment de rosiers mousseux et d'hybrides remontants. C'est l'un des premiers pépiniéristes français à s'ouvrir au marché naissant des États-Unis où il obtient un succès durable. Jean Pernet a travaillé chez Portemer en 1855.
Parmi les obtentions toujours commercialisées ou présentes dans les grandes collections, l'on peut distinguer les mousseux remontants 'Alfred de Dalmas' (1855, blanc rosé) et 'Hermann Kegel' (1849, pourpre) ; les mousseux non remontants 'Comtesse Doria' (1855, rose vif), le fameux 'Duchesse de Verneuil' (1856, rose pâle) et 'Général Clerc' (1845, rose franc) ; les hybrides remontants 'Alphonse Karr' (1845, rose profond), 'Châteaubriand' (1848, rose clair)), 'Duchesse de Galliera' (1847, rose lilas), 'Général Négrier' (1849, rose pêche). Portemer est aussi à l'origine d'une lignée de rosiers Bourbon depuis 'Émile Courtier' en 1837. Ce sont notamment 'Dupetit-Thouars' (1844, rouge cramoisi), 'Joséphine Garnier', 'La Gracieuse' (1845, rose lilas), 'Madame Soupert'.

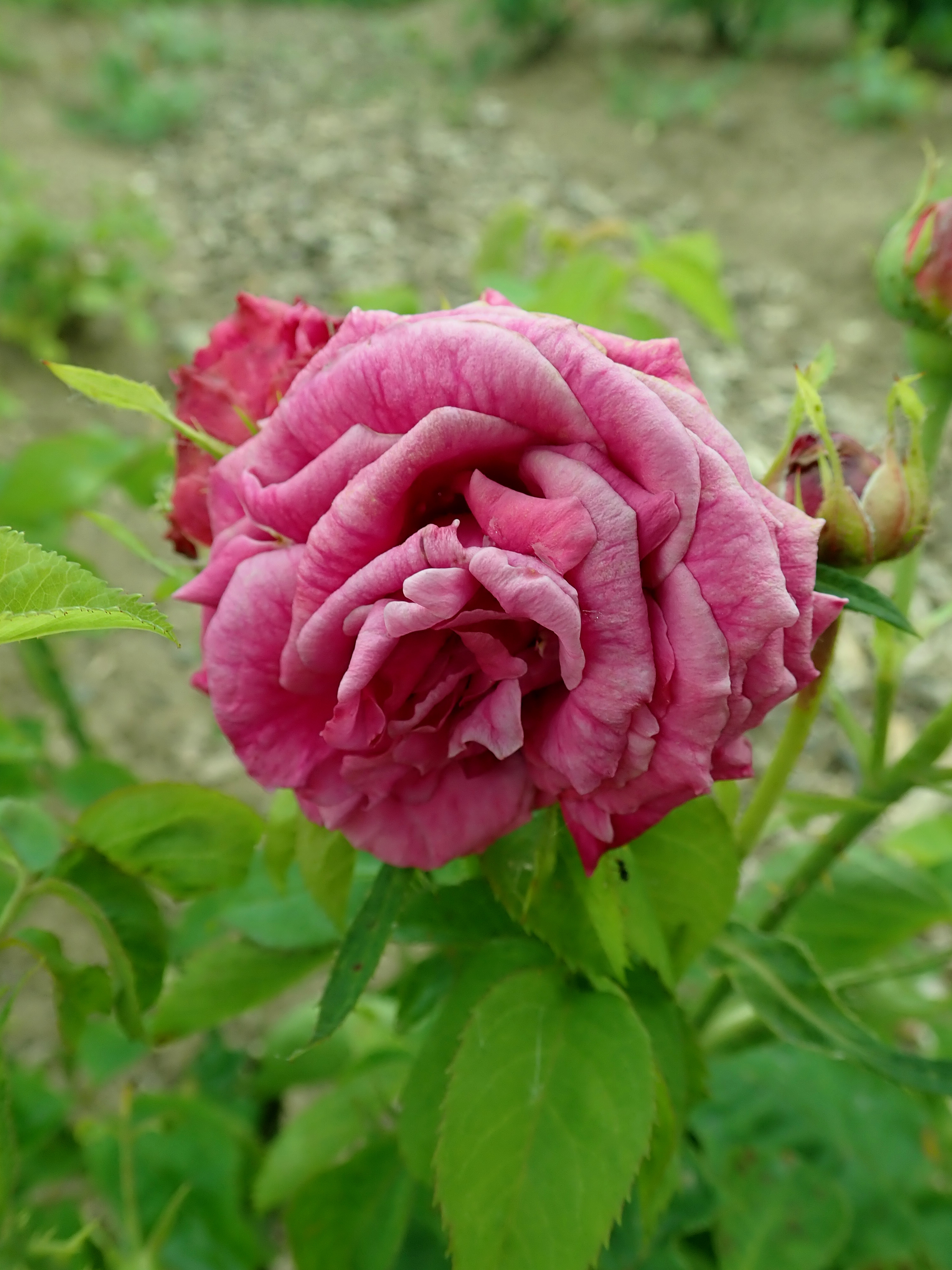
Rose 'Duchesse de Galliera' à Sangerhausen.
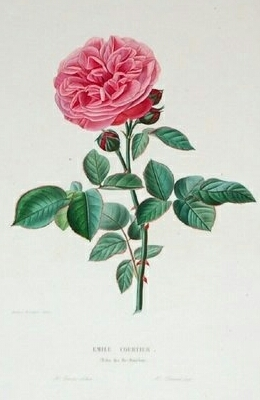
Rose 'Émile Courtier'
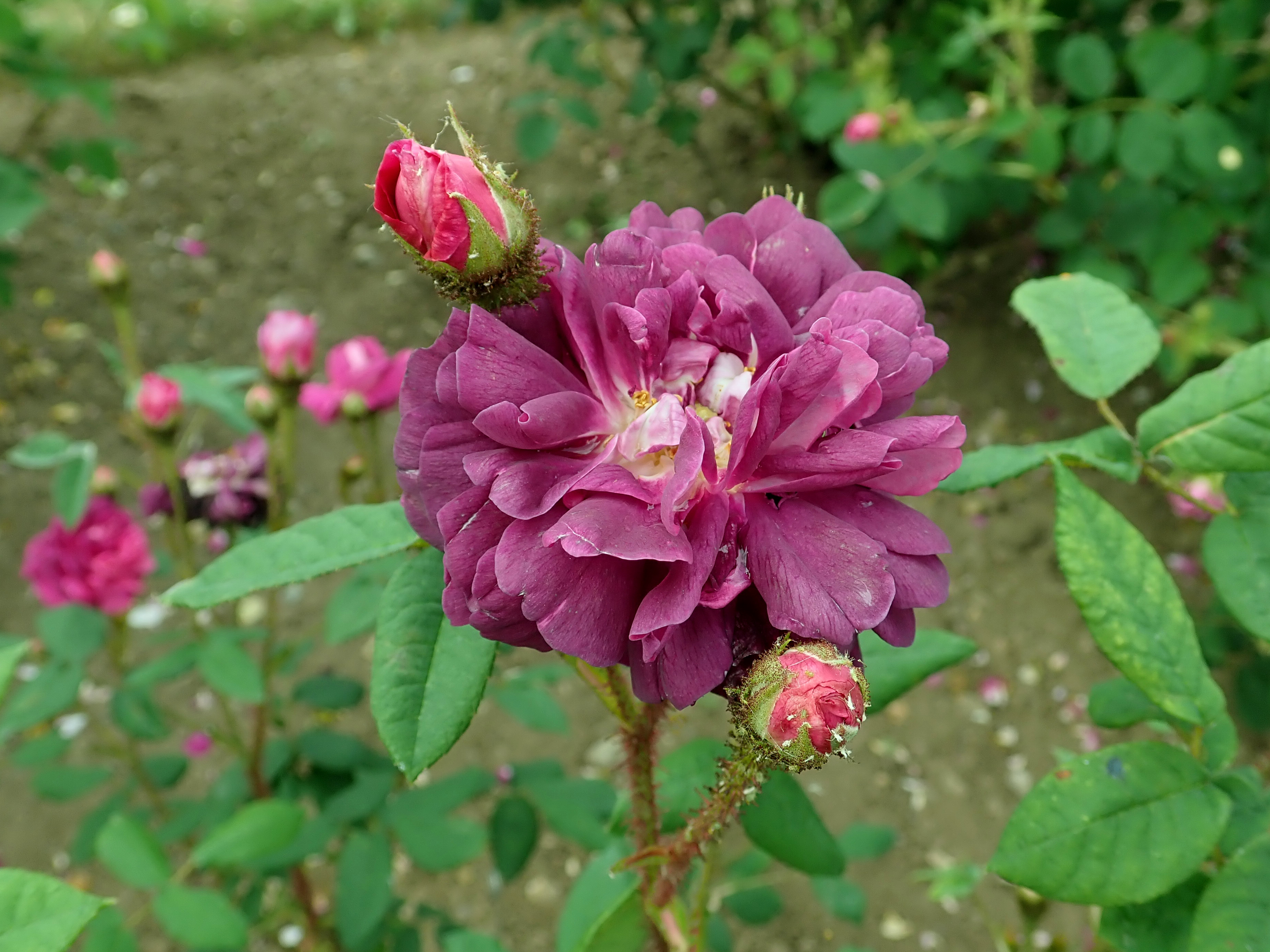
Rose 'Hermann Kegel' à Sangerhausen.
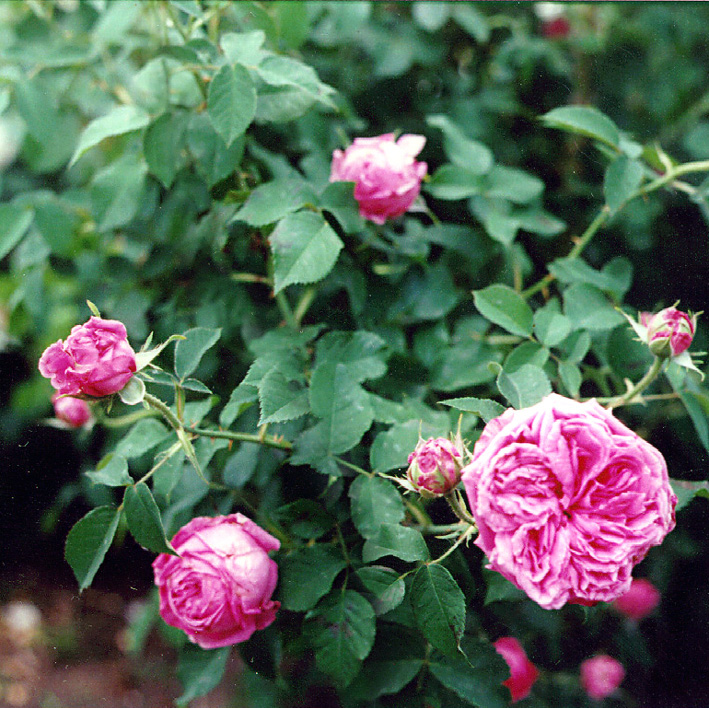
'Paul Ricault', hybride remontant en Serbie.